# Aulnoye-Aymeries
Aulnoye-Aymeries é uma comuna francesa na região administrativa de Altos da França, no departamento do Norte. Estende-se por uma área de 8.66 km². Em 2010 a comuna tinha 9 006 habitantes (densidade: 1 040 hab./km²).